# Tambak Ukir
Tambak Ukir is een bestuurslaag in het regentschap Situbondo van de provincie Oost-Java, Indonesië. Tambak Ukir telt 3694 inwoners (volkstelling 2010).